# LA$$A
Yves Lassally (Amsterdam), beter bekend onder zijn artiestennaam LA$$A (Lassa), is een Nederlands-Frans muziekproducent en dj.

## Carrière
Lassally groeide op in Amsterdam-Zuid en begon zich na de middelbare school volledig te richten op een carrière in de muziek. Daarbij was Lassally eerst actief onder zijn eigen naam Yves Lassally. Lassally zat in 2016 in een duo onder de naam Pyramids. Vanaf 2016 brachten zij nummers uit als Rwina en Me Gusta uit, maar produceerden zij ook nummers voor onder meer Jairzinho, F1rstman en Lamix. Pyramids behaalden hiermee verschillende gouden platen. In 2018 ging het duo uit elkaar en vervolgde Lassally zijn carrière onder de naam LA$$A. Daarnaast startte hij een eigen label genaamd MCM Records.
In 2019 brak Lassally als LA$$A door met het nummer Hans betaalt de schade, dat hij maakte met Delivio Reavon, Mr.Ontspannen, Chivv en Henkie T. Met het nummer behaalden zij een gouden plaat. In 2020 tekende Lassally bij het label Top Notch en ging hij deel uitmaken van het collectief New Wave. Hij begon samen te werken met de top van Nederland en produceerde liedjes voor onder andere Tino Martin, Tabitha, Bizzey, Bilal wahib, Dries Roelvink, Emma Heesters etc. Ook samenwerkingen met Rolf Sanchez leverde hem in die periode successen op. Zo stond Más Más Más op nummer één in de Nederlandse Top 40.
In december 2022 tourde Lassally samen met Turfy Gang door Nederland. Zij maakten samen later onder meer het nummer Padellen. In 2024 produceerde Lassally het nummer Ushuaia samen met Turfy Gang en Russo. Ushuaia kwam op nummer één binnen in de Spotify Top50. In december 2024 maakte Lassally samen met Marco Schuitmaker, Donnie en Russo het nummer Losse pols, dit werd een opkomstnummer voor darter Gian van Veen. Van Veen zou het nummer gebruiken tijdens het PDC World Darts Championship 2025, gehouden in december 2024 en januari 2025.